# Domanín (Bystřice nad Pernštejnem)
Domanín (německy Domanin) je vesnice, část města Bystřice nad Pernštejnem v okrese Žďár nad Sázavou. Nachází se asi 3 km na severozápad od Bystřice nad Pernštejnem. V roce 2009 zde bylo evidováno 127 adres. V roce 2021 zde trvale žilo 293 obyvatel.
Domanín leží v katastrálním území Domanín u Bystřice nad Pernštejnem o rozloze 8,52 km2.

## Historie

### Středověk
V roce 1348 patřil Domanín s celou řadou dalších obcí k panství Zubštejn a v roce 1358 náležel s bystřickou částí panství ke hradu Pyšolci. U panství bystřického zůstal pak již stále.
Stará rychta druhdy náležela rodovému pernštejnskému klášteru v Doubravníku. Ale roku 1363 prodala abatyše Klára klášterní rychtu s honem Matějovi Proseckému za 60 a půl groše tak, aby v Domaníně pobýval a tam 2 lány, krčmu a mlýn svobodné držel. Měl však z mlýna platiti ročně 16 grošů, při výpravě vojenské jednoho koně vypraviti a třetího zajíce z honu dávati. Jako rychtář směl třetí denár od nálezu bráti, pře hrdelní náležely však pánu. Rychtu mohl sám nebo jeho dědicové prodati s tím právem za souhlasu kláštera. Starý rod Prosecký pobývá zde dodnes.
Roku 1385 měl tam také nějaké zboží Adam. 
Roku 1409 jmenuje se Mikeš z Domanína, jenž svůj dvůr prodal roku 1420 Janovi z Vojetína.

### Novověk
V roce 1500 Vilém II. z Pernštejna osvobodil Domanín od povinnosti čepování panského vína a roku 1515 od bezplatného vožení panských ryb. Na říčce Bystřici založil Domanínský rybník, který leží 2 km západně od Domanína, a jeho vodou byly poháněny mlýny a valcha v blízkosti Bystřice nad Pernštejnem.
Z roku 1547 se dochoval i název Velký Domanín.
Pernštejnské panství bylo ukončeno v roce 1588, kdy Jan V. z Pernštejna prodal bystřické panství i s hradem Pernštejn městu Brnu.
Desátku platilo se roku 1672 faře do Bystřice z Domanína 4 zl. 01 kr., poněvadž však tehdy polovice rolí byla pustá scházelo se desátku odtud o 4 zl. 06 kr. méně, než příslušelo.
Roku 1674 připomíná se u statku Rotkovského svobodný dvůr v Domaníně (měl 70 měr rolí), na němž byl Ondřej Budyš.
Stará obecní pečeť z roku 1700 má ve znaku bylinu se třemi listy a nápis "Sigil Domanin 1700".
Roku 1750 platilo se z rychty vrchnosti ročně 2 zl. 55 kr. Poddaní platili roku 1750 vrchnosti úroku o sv. Jiří 8 zl. 10 kr. a o sv. Václavu tolikéž, předli 262 liber lnu, dávali 43 slepic, 7 vajec. 21 sedláků robotovalo týdně 3 dni s 1 koněm a s volem, 4 podsedníci týdně 3 dni pěšky. O žních byla robota jak sedláků tak podsedníků dvojnásobná. 1 domkař robotoval týdně 2 dni pěšky.

### Moderní období
Škola v Domaníně byla od roku 1811, od roku 1900 dvojtřídní.
V letech 1847–1849 se u Domanína těžilo menší množství železné rudy pro štěpánovské železárny.
Mlýn byl na říčce Bystřičce neznámo kdy zrušen - bývalá louka L. Zítky. Hynek Prosecký rychtu kolem roku 1870 prodal Josefu Svobodovi a odstěhoval se do Janoviček č. 1 na bývalé Žilkovo, tehdy to byl majetek rodiny jeho matky Fajmonové. Následně prodal Janovičky a koupil rychtu ve Vojtěchově č. 9. Mezitím Josef Svoboda rychtu v Domaníně postavil novou (č. 41) nad starým místem, finančně to neunesl, rychtu převzal od něho jeho bratr Matěj Svoboda v Brně a od něho ji koupil zpět Hynek Prosecký a tím se dostal tento majetek zpět do rodiny.
Hasičský sbor byl v Domaníně založen v roce 1893.
Silnice Bystřice–Domanín byla stavěna v roce 1913, pokračování dále na Bohuňov a Janovičky od roku 1948.
Od roku 1980 je Domanín částí města Bystřice nad Pernštejnem.